# تاو زن برزنجیر
تاو زن برزنجیر یک ستاره است که در صورت فلکی آندرومدا قرار دارد.